# NGC 6658
NGC 6658 is een spiraalvormig sterrenstelsel in het sterrenbeeld Hercules. Het hemelobject werd op 6 juni 1864 ontdekt door de Duitse astronoom Albert Marth.

## Synoniemen
- UGC 11274
- MCG 4-44-2
- ZWG 143.2
- PGC 62052